# Criança d'infants

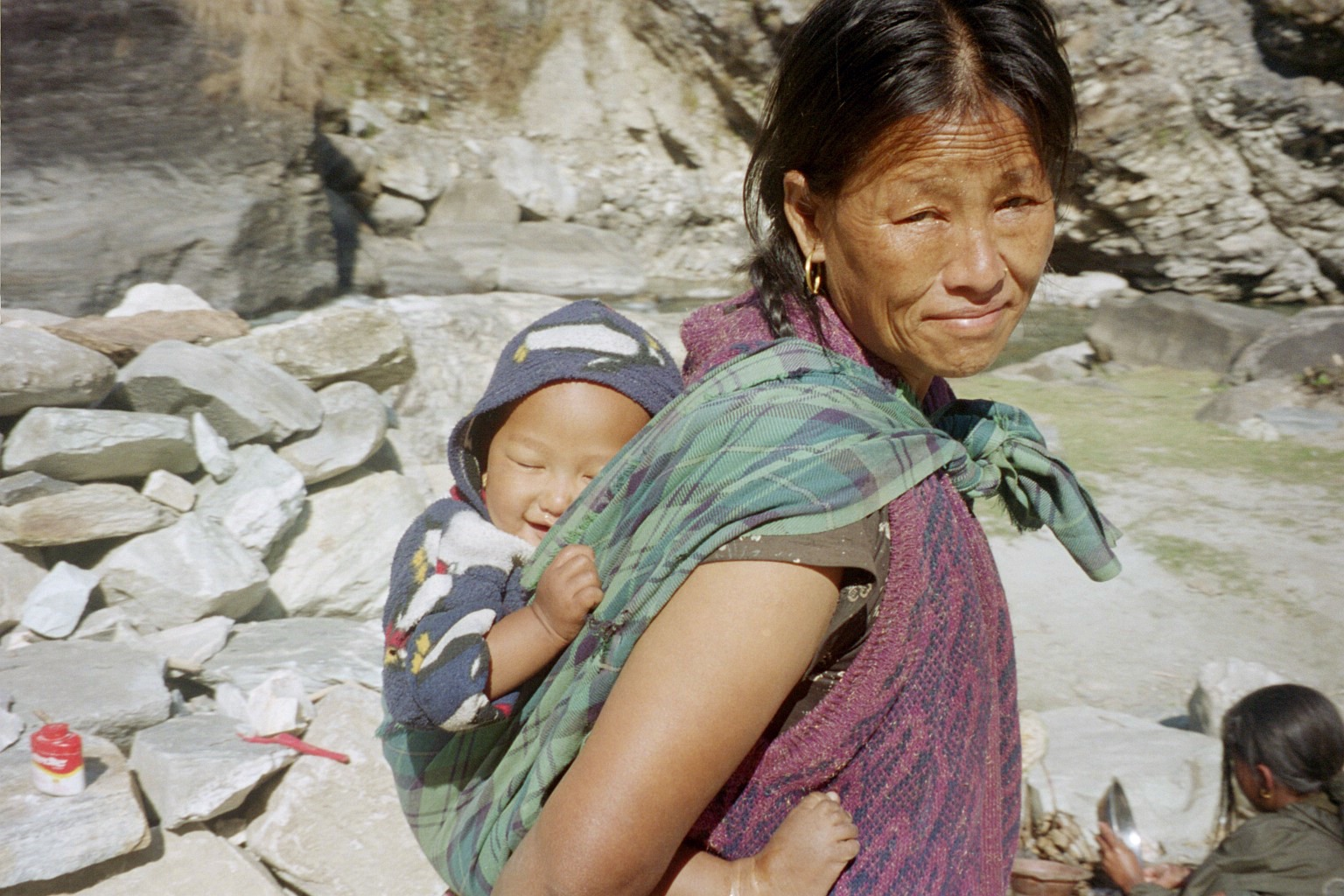
Una dona nepalesa portant un nadó en la seva esquena

La criança o educació dels fills és el procés de promoure i donar suport al desenvolupament físic, emocional, social, econòmic i intel·lectual d'un nen, des de la infància fins a l'edat adulta. La criança dels fills es refereix a tots els aspectes de la criança d'un nen, a part de la relació biològica.
Els encarregats més comuns són els pares biològics del nen en qüestió, encara que en altres casos poden ser un germà gran, un avi, un tutor legal, tia, oncle o un altre membre de la família o un amic de la família.
Els governs i la societat també poden tenir un paper en la criança dels nens. En molts casos, els nens orfes o abandonats reben cura de pares dels que no tenen cap relació de sang. Altres poden ser adoptats, criats en llars d'acolliment, o col·locats en un orfenat. Les habilitats de la criança varien, i un pare amb bones habilitats pot ser ser un bon pare.
El pediatre i psicoanalista anglès Donald Winnicott descriu que el concepte de la paternitat és «prou bona» quan es compleix un mínim de requisits previs per al desenvolupament saludable del nen. Winnicott va escriure, «La mare prou bona ... comença amb una adaptació gairebé completa a les necessitats del seu nadó, i quan avança el temps ella s'adapta menys i menys completament, de manera gradual, d'acord amb la creixent capacitat del nen per a fer front al seu fracàs.»
Les opinions sobre les característiques que fan que un pare sigui bo o «prou bo» varien d'una cultura a una altra. A més, la investigació ha donat suport que la història dels pares, tant en termes de relacions de qualitat variable així com la psicopatologia dels pares, sobretot arran de les experiències adverses, pot influir fortament en els resultats de la sensibilitat dels menors per part dels seus progenitors.

## Els factors que afecten a les decisions de la criança

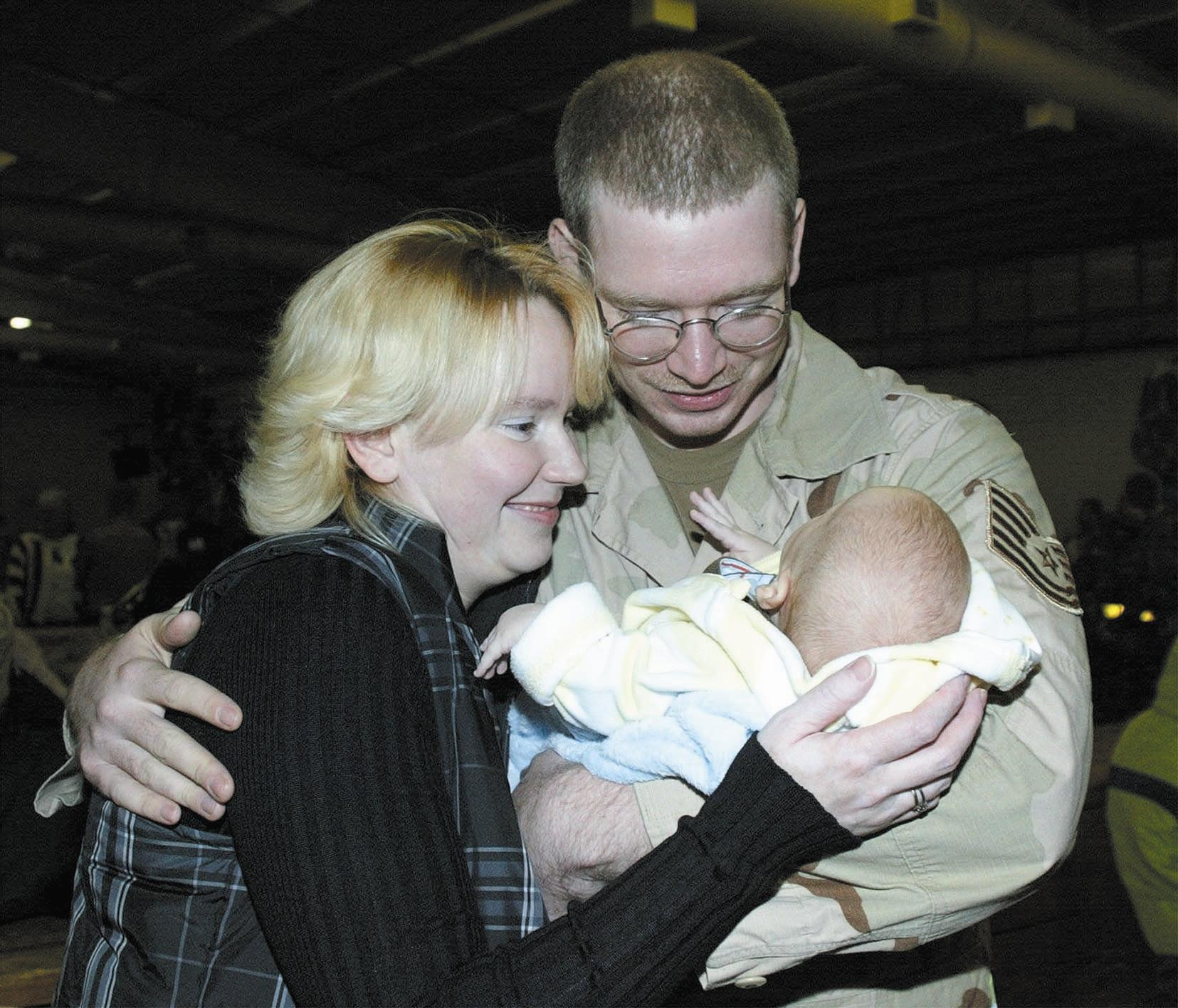
Un sergent de la Força Aèria es troba amb el seu fill per primera vegada

La classe social, la riquesa, la cultura i els ingressos tenen un impacte molt fort sobre els mètodes que utilitzen els pares per a la criança dels nens. Els valors culturals tenen un paper important en com un pare educa al seu fill. No obstant això, la paternitat està en constant evolució; com els temps canvien, les pràctiques culturals, les normes socials i les tradicions també canvien.
En psicologia, la teoria de la inversió parental suggereix que les diferències bàsiques entre homes i dones en la inversió parental tenen un gran significat en l'adaptació, i dona lloc a diferències de gènere en inclinacions d'aparellament i de preferències.
Una classe social d'una família té un paper important en les oportunitats i els recursos que seran posats a disposició d'un nen. Els nens de la classe treballadora sovint creixen en desavantatge enfront a l'escolarització, comunitats i l'atenció dels pares que posen a disposició d'ells en comparació de la classe mitjana o de la classe alta. A més, les famílies de classe baixa treballadora no reben el tipus d'ajuda que les classes mitjanes i altes obtenen a través dels membres de la família, els amics, les persones de la comunitat i grups, així com diversos professionals o experts.

## Estils de criança
Un estil de criança és el clima emocional general en la llar. La psicòloga del desenvolupament Diana Baumrid va identificar tres estils principals de criança en el desenvolupament infantil: democràtic, autoritari i permissiu. Posteriorment, aquests estils de criança es van ampliar a quatre, incloent un estil no afectiu. Aquests quatre estils de criança impliquen combinacions d'acceptació i capacitat de resposta per una banda, i la demanda i el control sobre l'altra. Una recent investigació ha trobat que l'estil de criança està significativament relacionat amb la posterior salut mental dels nens i del seu benestar. En particular, la criança democràtica està positivament relacionada amb la salut mental i la satisfacció amb la vida, mentre que la criança autoritària és negativa en relació amb aquestes variables.
- Criança democràtica: Descrita per Baumrid com l'estil «just», combina unes exigències de nivell mitjà en el nen i la capacitat de resposta d'un nivell mitjà dels pares. Els pares democràtics es basen en el reforç positiu i l'ús poc freqüent del càstig. Els pares són més conscients dels sentiments i les capacitats de l'infant, i donen suport al desenvolupament de l'autonomia d'un nen dins de límits raonables. Hi ha un ambient de donar i rebre en la comunicació entre pares i fills, i tant el control com el suport estan equilibrats. La investigació mostra que aquest estil és més beneficiós que l'estil autoritari, que és massa dur, o que l'estil permissiu, que és massa suau. Un exemple de la criança democràtica seria la que els pares parlen amb els seus fills sobre les seves emocions.

- Criança autoritària: Els pares autoritaris són molt rígids i estrictes. Ells exigeixen molt al nen, però no són sensibles al nen. Els pares que practiquen la criança autoritària tenen un conjunt de regles i expectatives rígides, que s'apliquen estrictament i requereixen una obediència rígida. Quan no se segueixen les regles, el càstig és el mètode més utilitzat per a promoure l'obediència futura.[19] Generalment no hi ha cap explicació del càstig.[19] «Perquè jo ho dic» és una típica resposta a la pregunta d'un nen a l'autoritat. Aquest tipus d'autoritat s'utilitza amb més freqüència en les famílies de classe obrera que les de classe mitjana. En 1983, Diana Baumrid va trobar que els nens criats en una casa d'estil autoritari eren menys alegres, més canviants i més vulnerable a l'estrès. En molts casos, aquests nens també van demostrar hostilitat passiva. Un exemple dels pares autoritaris serien els pares que castiguen durament als seus fills, sense tenir en compte els sentiments i emocions dels seus fills.

- Criança permissiva: la criança permissiva o indulgent és més popular en les famílies de classe mitjana que en les famílies de la classe treballadora. En aquest estil la família, la llibertat i l'autonomia d'un nen són molt valorats, i els pares tendeixen a basar-se principalment en el raonament i l'explicació. Els pares són poc exigents en les regles explícites en aquest estil de criança dels fills, pel que tendeixen a castigar poc o mai. Aquests pares diuen que els seus fills estan lliures de restriccions externes i tendeixen a ser molt sensibles al que el nen vol en aquest moment. Els fills de pares permissius són generalment feliços, però de vegades mostren baixos nivells d'autocontrol i autosuficiència perquè no tenen una estructura a la llar. Un exemple de criança permissiva seria que els pares no disciplinen els seus fills.

- Criança no afectiva: Un estil de criança no afectiva o negligent és quan els pares estan sovint absents emocionalment i de vegades, fins i tot, absents físicament.[20] Els pares tenen poca o cap expectativa de l'infant i regularment no hi ha comunicació. Ells no són sensibles a les necessitats del nen i no l'exigeixen res en les seves expectatives de comportament. Si hi són presents, poden proporcionar el que el nen necessita per sobreviure amb poc o cap compromís.[20] Sovint hi ha una gran bretxa entre els pares i els nens amb aquest estil de criança. Els nens amb poca o cap comunicació amb els seus propis pares tendeixen a ser les víctimes de la conducta desviada d'un altre nen i poden participar en alguna desviació d'aquest.[21] Els fills de pares no afectius pateixen en la competència social, en el rendiment acadèmic, en el desenvolupament psicosocial, i en els problemes de comportament.

No hi ha un model únic o definitiu de criança. Amb pares autoritaris i permissius (indulgents) en costats oposats de l'espectre, la majoria dels models convencionals i moderns de criança dels fills cauen en algun punt intermedi. L'estratègia de criança, així com els comportaments i els ideals que els pares esperen, ja sigui comunicada verbalment i/o no verbal, també tenen un paper important en el desenvolupament del nen.

## Pràctiques de criança

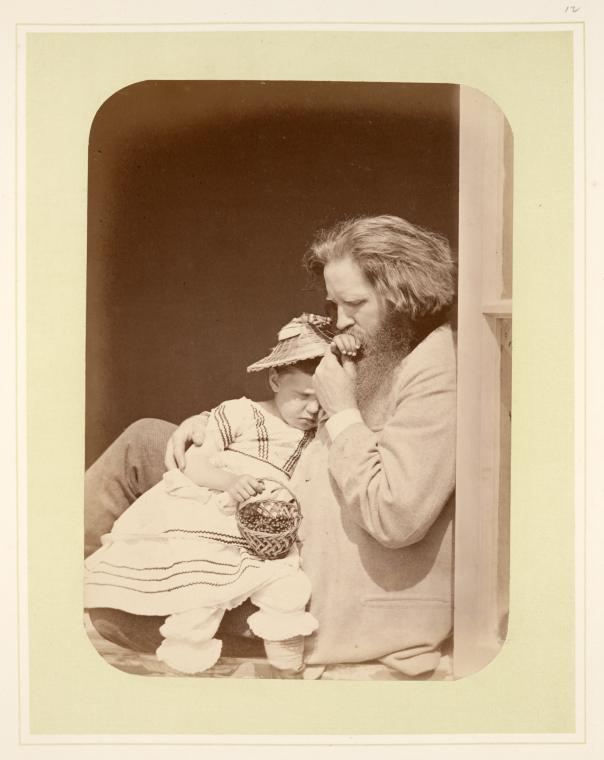
Un pare i el seu fill

Les pràctiques de criança és un comportament específic que utilitza un pare en la criança d'un nen. Per exemple, una pràctica és promoure l'èxit acadèmic llegint llibres al nen. Les narracions d'històries és una pràctica important de criança dels nens en moltes comunitats indígenes americanes.
Les pràctiques de criança reflecteixen l'enteniment cultural dels nens. Els pares de països individualistes, com Alemanya, passen més temps dedicant-se a la interacció cara a cara amb els nadons i parlant més temps al nadó sobre el nadó. Els pares de moltes cultures comunals, com ara les cultures d'Àfrica Occidental, passen més temps parlant amb el nadó sobre altres persones, i més temps amb el nadó mirant cap a fora, de manera que el nadó veu el que la mare veu.
Els nens desenvolupen habilitats a un ritme diferent, com a resultat d'aquestes diferències en les pràctiques de criança culturalment induïdes. Els nens en les cultures individualistes aprenen a actuar amb independència i a reconèixer-se a si mateixos en una prova del mirall a una edat més primerenca que els nens de les cultures que promouen els valors comuns. No obstant això, aquests nens independents aprenen l'autoregulació i la cooperació més tard que els nens de les cultures comunals. A la pràctica, això significa que un nen en una cultura individualista serà feliç jugant sol, però un nen en una cultura comunal és més probable que segueixi el consell de la seva mare de recollir les seves joguines.
Els nens que creixen en comunitats amb una orientació de col·laboració per a la interacció social, com ara algunes comunitats indígenes d'Amèrica, també són capaços d'autoregular-se i arribar a ser molt segurs de si mateixos, sense deixar de participar en la comunitat.
A Kenya, Àfrica, a molts pares no se'ls anima a participar en la vida dels seus fills fins que tenen prop de 12 anys.

### Les habilitats
Els estils de criança són només una petita part del que es necessita per a ser un «bon pare». La criança dels fills requereix molta habilitat i paciència i és una feina constant creixent. Les investigacions mostren que els nens es beneficien més quan els seus pares:
- es comuniquen honestament sobre els esdeveniments o discussions que han succeït, i expliquen amb claredat als nens el que va passar i com estaven involucrats.
- romanen constants, ja que els nens necessiten una estructura: els pares que tenen rutines regulars beneficien increïblement als nens.
- utilitzen els recursos disponibles per a ells, arribant a la comunitat.
- prenen més interès en les necessitats educatives dels seus fills i del seu desenvolupament inicial.
- mantenen una comunicació oberta i estan assabentats del que el seu fill està aprenent i com l'afecta.

Les habilitats dels pares sovint se suposa que són evidents o presents de manera natural en els pares. Que això és una visió molt simplificada és emfatitzada per Virgínia Satir, una pionera en la teràpia familiar:
En certa manera se'ns va acudir la idea que la criança en les famílies era tot instint i intenció, i ens comportem com si algú pogués ser un pare eficaç simplement perquè ell vol ser-lo, o perquè acaba de passar a través dels actes de la concepció i el naixement. Aquest és el treball més complicat del món […].

### Els valors
Els pares de tot el món volen el que ells creuen que és millor per als seus fills. No obstant això, els pares de diferents cultures tenen diferents idees del que és millor. Per exemple, els pares d'una societat caçadora-recol·lectora o d'agricultura de subsistència és probable que promocionin les habilitats pràctiques de supervivència a una edat jove. Moltes d'aquestes cultures comencen ensenyant als nadons a usar eines afilades, incloent ganivets, abans del seu primer aniversari. Això es veu en les comunitats on els nens tenen una quantitat considerable d'autonomia a edats molt primerenques i se'ls dona l'oportunitat de convertir-se en experts en les tasques que són de vegades classificades com a treballs d'adults en altres cultures. En algunes comunitats indígenes d'Amèrica, el treball infantil ofereix als nens l'oportunitat d'aprendre els valors culturals de participació col·laborativa i el comportament prosocial a través de l'observació i la participació juntament amb els adults. Els pares americans valoren fortament la capacitat intel·lectual, sobretot en un sentit estricte de «llibre d'aprenentatge». Els pares italians valoren les habilitats socials i emocionals i tenen un temperament uniforme. Els pares espanyols volen que els seus fills siguin sociables. Els pares suecs valoren la seguretat i la felicitat. Els pares neerlandesos donen valor a la independència, a la llarga capacitat d'atenció i als horaris predictibles. El poble kipsigis, de Kenya, valoren la intel·ligència dels nens i l'ús que fan d'ella d'una manera responsable i servicial, el que ells anomenen ng/om. Molts indígenes de les comunitats americanes valoren el respecte, la participació en la comunitat, i la no interferència. La pràctica de la no interferència és un valor important en la cultura Cherokee; cal que un respecta l'autonomia dels altres en la comunitat i no interfereix en les seves decisions en donar consells no sol·licitats.
Les diferències en els valors fan que els pares interpretin diferents accions en diferents formes. Fer preguntes és vist per molts pares americans i europeus com un senyal que el nen és intel·ligent. Els pares italians, que valoren la competència social i emocional, creuen que fer preguntes és un senyal que el nen té bones habilitats interpersonals. Els pares holandesos, que valoren la independència, veuen les preguntes negativament, com un senyal que el nen no és independent. Els pares indígenes americans sovint tracten de fomentar la curiositat dels seus fills; molts utilitzen un estil de criança permissiva que permet al nen a explorar i aprendre mitjançant l'observació del món que l'envolta.

### Les eines culturals
Les diferències en els valors també poden fer que els pares facin servir diferents eines per a promoure els seus valors. Molts pares americans i europeus compren joguines educatives per a millorar la intel·ligència dels seus fills. Alguns pares espanyols promouen les habilitats socials mitjançant les passejades diàries pel barri amb els seus fills.

#### La criança en les cultures indígenes americanes
És comú que els pares en moltes comunitats indígenes d'Amèrica utilitzin diferents eines en la criança, com la narració d'històries (com mites), «consejos», burles educatives, la comunicació no verbal i l'aprenentatge per observació per a ensenyar als seus fills els valors importants i lliçons de vida.

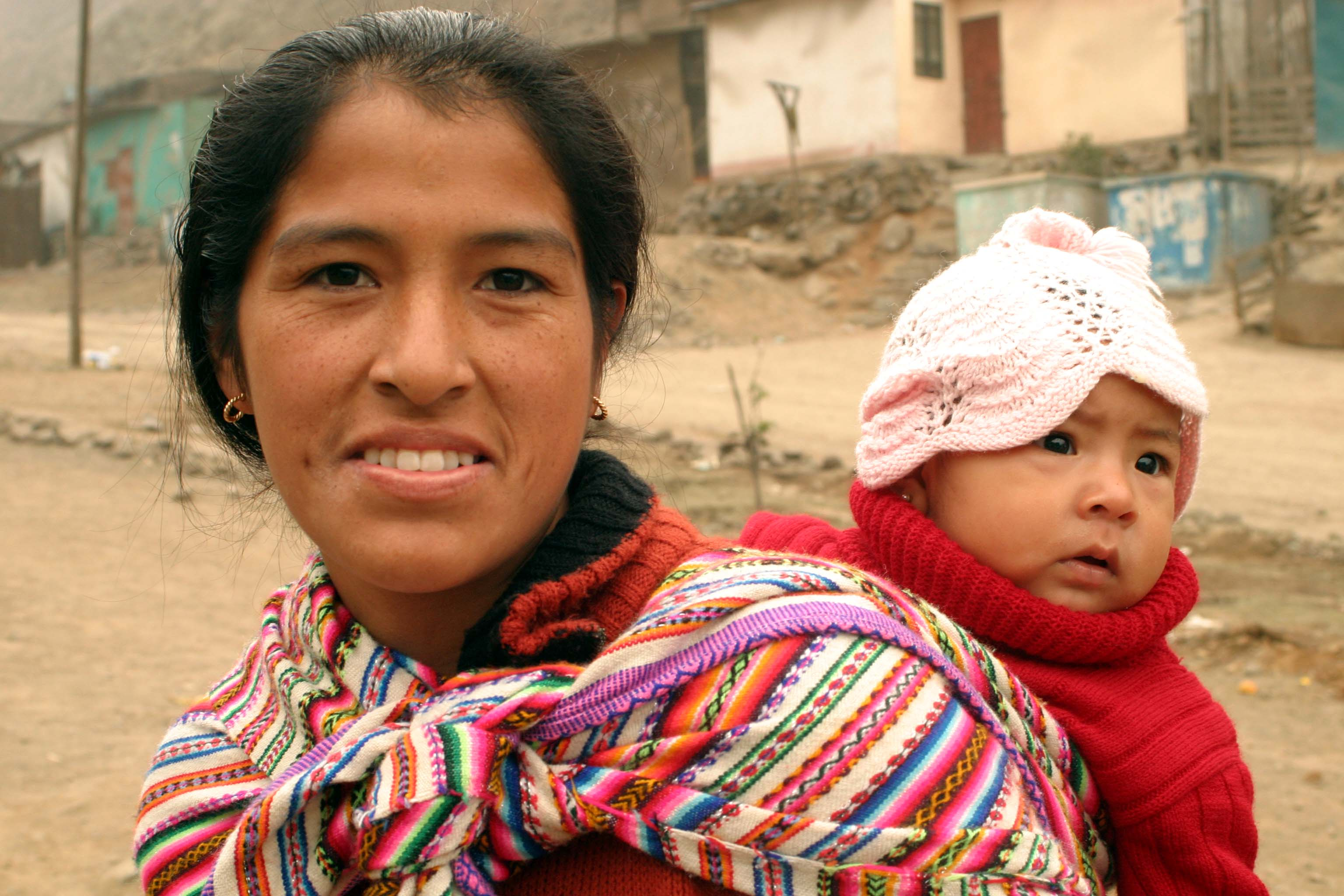
Nadó d'esquena a Lima, Perú

Explicar històries és una manera perquè els nens indígenes americans aprenguin sobre la seva identitat, comunitat, i la història cultural. Els mites indígenes i el folklore, sovint amb animals personificat i objectes, reafirmen la creença que tot posseeixen una ànima i s'ha de respectar. Aquestes històries ajuden a preservar la llengua i s'utilitzen per a reflectir certs valors o històries culturals.
Els «consejos» són una forma de narrativa per a donar consells que es proporcionen al destinatari amb la màxima autonomia de la situació com a resultat del seu estil d'ensenyament indirecte. En lloc d'informar directament al nen el que han de fer, els pares expliquen una història d'una situació o escenari similar. El personatge de la història s'utilitza per a ajudar el nen a veure quines poden ser les conseqüències de la seva decisió, sense influir directament en la decisió d'ells. Això li ensenya al nen a ser decidit i independent, sense deixar d'oferir alguna orientació.
La forma lúdica de la presa de pèl és un mètode de criança utilitzat en algunes comunitats indígenes d'Amèrica per a mantenir els nens fora de perill i guiar el seu comportament. Aquesta forma de burles utilitzen històries, mentides, o amenaces buides per a guiar els nens en la presa de decisions segures i intel·ligents. Es pot ensenyar als nens valors mitjançant l'establiment d'expectatives i anima a parlar amb el nen a través d'acudits lúdics i/o amenaces buides. Per exemple, un pare pot dir a un nen que hi ha un monstre que salta sobre l'esquena dels nens si caminen sols a la nit. Aquesta explicació pot ajudar a mantenir el nen fora de perill perquè inculcar aquesta alarma crea un major consciència i disminueix la probabilitat de caminar sols de nit.

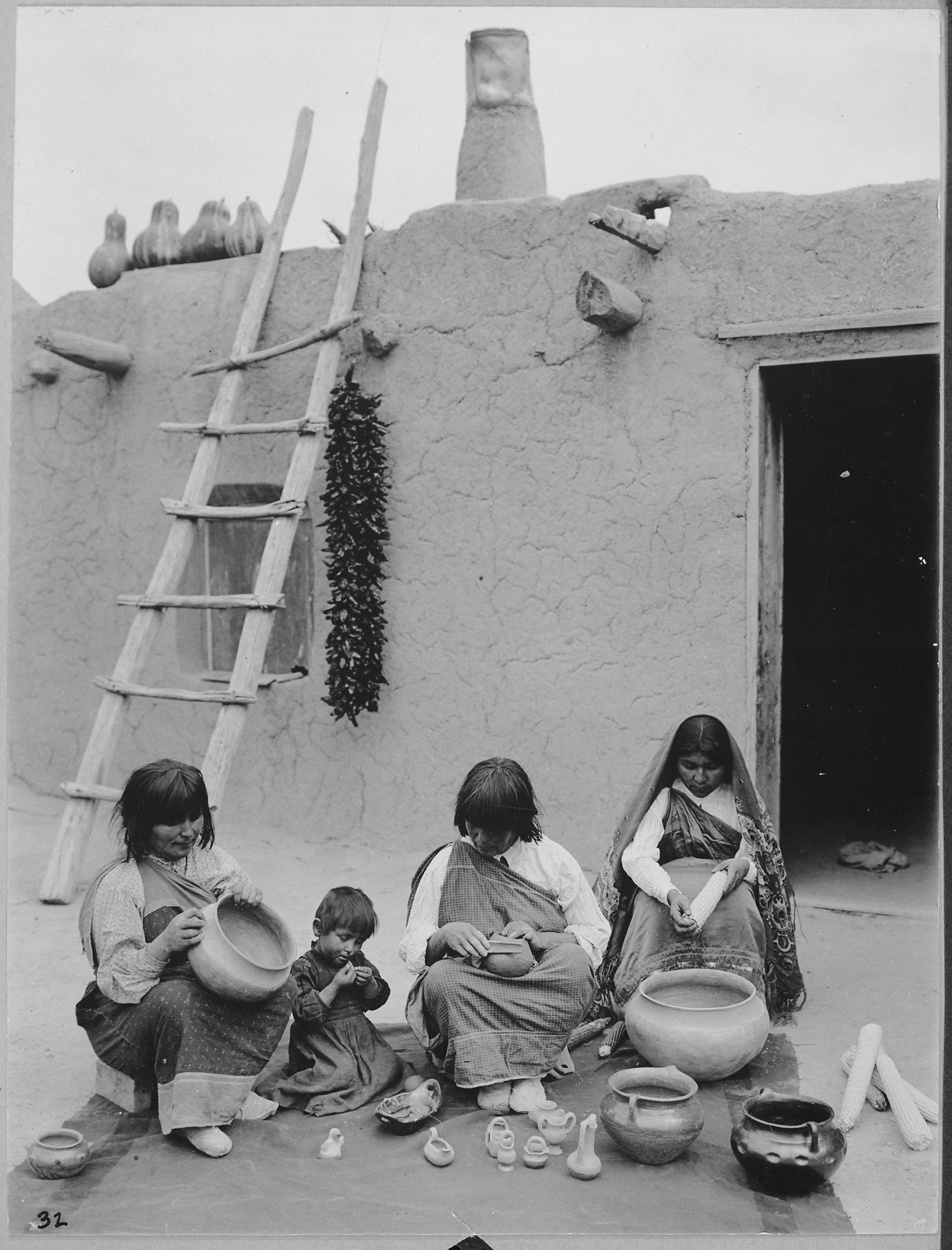
Indis de Santa Clara Pueblo, Nou Mèxic, fent terrisseria, 1916

En les famílies Navahos, el desenvolupament d'un nen se centra en part en la importància del «respecte» per a totes les coses com a part del desenvolupament moral i humà del nen. El respecte en aquest sentit és l'èmfasi de reconèixer la importància de la comprensió i de la relació amb altres coses i persones al món. La comunicació no verbal és molt important en la manera com els nens aprenen sobre tals respectes dels pares i altres membres de la família. Per exemple, en una eina educativa dels Navahos usant la comunicació no verbal, els nens són iniciats des de molt joves en la pràctica de córrer a primera hora del matí amb qualsevol condició meteorològica. Aquest tipus d'instrucció fomenta el respecte, no només per als membres de la família del nen, sinó també a la comunitat en el seu conjunt. En aquesta cursa, la comunitat utilitza l'humor i el riure entre si sense incloure directament al nen, per a promoure al nen el desig d'aixecar-se d'hora i per a promoure la motivació de l'infant a participar i convertir-se en un membre actiu de la comunitat. Per a modificar el comportament dels nens d'una manera no verbal, els pares també promouen en la inclusió de les curses matutines la col·locació del seu fill a la neu i que ells romanguin més temps si protesten; això es fa en un context de calidesa, diversió i comunitari, per a ajudar a incorporar el nen en la pràctica.
Una eina que pares utilitzen en les cultures indígenes d'Amèrica és la incorporació dels nens a la vida quotidiana, incloent les activitats d'adults, per a transmetre el coneixement dels pares en permetre que el nen aprengui a través de l'observació. En aquesta pràctica, els nens s'integren en tots els tipus d'activitats diàries madures i se'ls anima a observar i contribuir a la comunitat. Aquesta inclusió com una eina educativa promou la participació i l'aprenentatge en la comunitat. En algunes comunitats maies, les noies joves no tenen permès estar al voltant de la llar de foc durant un període prolongat de temps ni tocar el blat de moro, ja que és sagrat. Tot i ser una excepció de la pràctica indígena americana més comuna d'integració dels nens en totes les activitats per a adults, incloent la cuina, és un fort exemple d'aprenentatge per observació. Aquestes nenes maies només poden veure a les seves mares fent tortitas en petites porcions, i alhora, van a continuació a practicar els moviments de la seva mare sobre altres objectes, com l'exemple pastant petites peces de plàstic com una tortita. A partir d'aquesta pràctica, quan una nena és major d'edat, ja és capaç de seure i fer tortites sense cap instrucció verbal explícita, com a resultat del seu aprenentatge per observació.

## La criança al llarg de la vida

### La planificació abans de l'embaràs
La planificació familiar es refereix als factors que poden ser considerats per una parella en una relació compromesa que impliquen en decidir si i quan han de tenir fills, incloent la planificació, preparació i recol·lecció de recursos. Els pares han d'avaluar (entre altres coses) si tenen els recursos financers necessaris, si la seva situació familiar és prou estable, i si ells mateixos són responsables i prou capacitats per a criar un nen.
La salut sexual i l'atenció prenatal beneficia l'embaràs, el part, i la salut física i mental del nen.

### L'atenció prenatal i l'embaràs

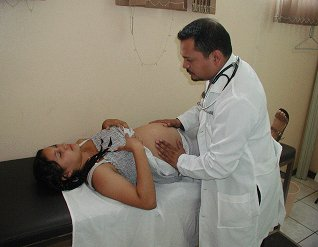
Un metge realitzant un examen prenatal

Durant l'embaràs, el fetus es veu afectat per moltes de les decisions dels seus pares, en particular les eleccions relacionades amb el seu estil de vida. Les decisions sobre la salut i la dieta de la mare poden tenir un impacte, ja sigui positiu o negatiu, en el nen durant l'embaràs.
A més del canvi físic durant l'embaràs, són importants els coneixements mèdics del seu metge, l'hospital i les opcions de part.
Moltes persones creuen que la paternitat comença amb el naixement, però la mare comença a cuidar i alimentar un nen molt abans del naixement.
L'evidència científica indica que a partir del cinquè mes, el fetus és capaç de sentir sons, prendre consciència del moviment, i possiblement exhibir la memòria a curt termini. Diversos estudis (per exemple, Kisilevsky i al., 2003) mostren evidències que el fetus pot familiaritzar-se amb les veus dels seus pares. Altres investigacions indiquen que per al setè mes, els horaris externs influeixen en els hàbits de son del nadó nonat. Sobre la base d'aquesta evidència, la criança en realitat comença molt abans del naixement.
El nombre de fills que la mare té també determina la quantitat d'atencions necessàries durant els períodes prenatal i postnatal.

### Els nounats i els nadons

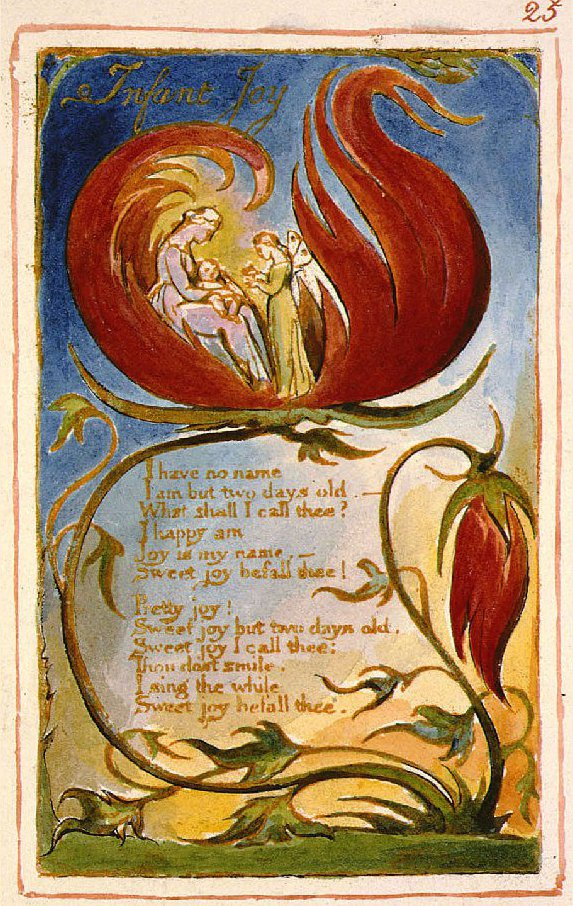
Una mare desitja alegria al seu fill en el poema de William Blake «Infant Joy». Aquesta còpia, que va ser impresa i pintada en 1826, es troba actualment en poder del Fitzwilliam Museum

La criança del nounat és on comença la responsabilitats de la paternitat. Les necessitats bàsiques del nounat són l'alimentació, el son, la comoditat i la neteja que proporciona els pares. L'única forma de comunicació d'un nadó és plorant, i pares atents començaran a reconèixer els diferents tipus de plor que representen les diferents necessitats, com la fam, el malestar, l'avorriment o la soledat.
Els nounats i els nadons necessiten alimentar-se cada dues hores, cosa que és perjudicial per als cicles de son dels adults. Ells responen amb entusiasme a les carícies suaus, abraçant i acariciant. El suau balanceig cap enrere i endavant sovint calma a un nen que plora, de la mateixa manera que els massatges i banys calents. Els nounats poden consolar-se a si mateixos xuclant-se el dit o un xumet.
La necessitat de mamar és instintiva i permet al nadó alimentar-se. La lactància materna és el mètode d'alimentació recomanat per totes les principals organitzacions de salut infantil. Si la lactància materna no és possible o desitjada, l'alimentació amb biberó és una alternativa comuna. Altres alternatives inclouen la llet materna o la llet maternitzada.
La formació d'afeccions es considera que és la base de la capacitat del nadó/nen per a formar relacions i conductes durant tota la vida. L'afecció no és el mateix que estimar o tenir afecte, tot i que sovint van de la mà. Les afeccions es desenvolupen immediatament, i la manca d'afecció o una greu ruptura d'aquesta capacitat potencial podrien causar greus danys a la salut del nen i al seu benestar. Físicament, un no pot veure els símptomes o indicis d'un trastorn, però el nen pot ser afectat emocionalment. Els estudis demostren que els nens amb una afecció segura tenen la capacitat de formar relacions afectives, expressar-se de forma interpersonal i tenen una major autoestima. Per contra, els nens que tenen els cuidadors que són negligents o emocionalment inaccessibles poden presentar problemes de comportament, com ara el trastorn per estrès posttraumàtic o trastorn d'oposició desafiant.

### Els infants

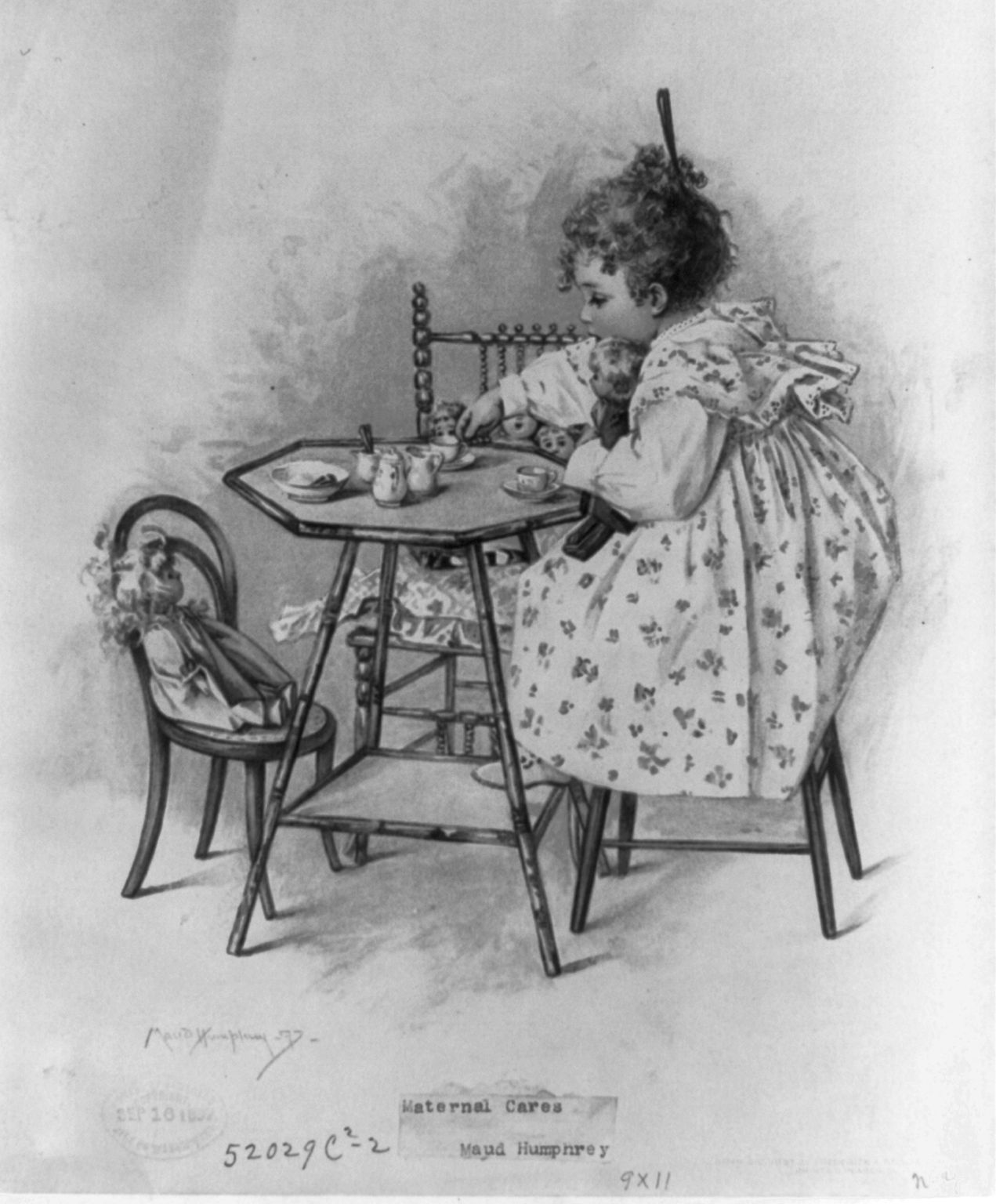
Una pintura de Maud Humphrey d'una nena en una petita taula amb nines i joguines, 1897

Els nens petits són molt més actius que els nens grans, i tenen el repte d'aprendre a fer tasques senzilles per si mateixos. En aquesta etapa, els pares estan molt involucrats en mostrar al nen com fer les coses en lloc de només fer les coses per ells, i el nen sovint imiten els pares. Els nens petits necessiten ajuda per a construir el seu vocabulari, augmentar la seva capacitat de comunicació, i gestionar les seves emocions. També comencen a entendre l'etiqueta social, com ser educat i esperar el seu torn.
Els nens petits són molt curiosos sobre el món que els envolta i tenen ganes d'explorar-lo. Busquen una major independència i responsabilitat i es poden frustrar quan les coses no surten com ells volen o esperen. Les rebequeries comencen en aquesta etapa, que de vegades es refereix com els «terribles dos anys». Els rebecs són sovint causats per la frustració del nen sobre una situació en particular, de vegades simplement per no ser capaç de comunicar-se correctament.
S'espera que els pares de nens petits ajudin a guiar i a ensenyar al nen, establint unes rutines bàsiques (com ara rentar-se les mans abans dels àpats o raspallar-se les dents abans d'anar a dormir), i augmentant les responsabilitats de l'infant.
També és normal que els nens petits sovint es frustrin. És un pas essencial per al seu desenvolupament. Ells aprenen a través de l'experiència: prova i error. Això vol dir que han d'experimentar a frustrar-se quan alguna cosa no funciona per a tal de passar a la següent etapa. Quan es frustra, l'infant sovint es comporta malament amb accions com cridar, colpejar o mossegar. Els pares han de tenir cura quan reaccionin davant d'aquests conductes; amenaçar o castigar no és útil i només empitjorarà la situació. Grups de recerca, dirigits per Daniel Schechter, Alytia Levendosky i altres, han demostrat que els pares amb antecedents de maltractaments i d'exposició a la violència sovint tenen dificultats per a ajudar els seus nens petits i nens en edat preescolar amb aquests mateixos comportaments, que poden recordar als pares traumatitzats per les seves experiències adverses i estats mentals associats.
Pel que fa a les diferències de gènere en la criança dels fills, les dades dels Estats Units de 2014 estableix que, en una mitjana diària entre els adults que viuen en llars amb nens menors de 6 anys, les dones van passar 1 hora en la cura física (com el bany o l'alimentació d'un nen) dls nens de la llar. Per contra, els homes van només passar 23 minuts.
Els nens més grans són cada vegada més independents i comencen a construir amistats. Són capaços de raonar i poden prendre les seves pròpies decisions en situacions hipotètiques. Els nens grans requereixen una atenció constant, però han d'aprendre a gestionar l'avorriment i ser capaços d'actuar de forma independent. També gaudeixen ajudant i sentir-se útils i capaços. Els pares poden ajudar els seus fills mitjançant el foment de les interaccions socials i modelar els comportaments socials adequats. Una gran part de l'aprenentatge en els primers anys ve de participar en les activitats i tasques de la llar.
Els pares que observen als seus fills en el joc o els impulsin a jugar tenen l'oportunitat d'observar el món dels seus fills, aprendre a comunicar-se més efectivament amb els seus fills i se'ls dona una altra opció per a oferir una educació suau. Els pares també estan ensenyant als seus fills la salut, higiene i hàbits d'alimentació a través de la instrucció i l'exemple.
S'espera que els pares prenguin decisions sobre l'educació dels seus fills. Els estils de criança en aquesta àrea divergeixen en gran manera en aquesta etapa, amb alguns pares s'involucren fortament en l'organització d'activitats organitzades i programes d'aprenentatge prematurs. Altres pares decideixen deixar que el nen es desenvolupi amb poques activitats organitzades.
Els nens comencen a aprendre a ser responsables i les conseqüències de les seves accions, amb l'ajuda dels seus pares. Alguns pares proporcionen una petita assignació que augmenta amb l'edat per a ajudar a ensenyar als nens el valor dels diners i com ser responsable ells.
Els pares que són coherents i justs amb la seva disciplina, que obertament es comuniquen i donen explicacions als seus fills, i que no descuidin de les necessitats dels seus fills, d'alguna manera sovint es troben que tenen menys problemes amb els seus fills a mesura que maduren.

### Els adolescents
Durant l'adolescència, els nens estan començant a formar la seva identitat i estan provant i desenvolupant les funcions interpersonals i ocupacionals que assumiran com a adults. Per tant, és important que els pares els tractin com a adults joves. Tot i que els adolescents veuen el seu grup de parells i els adults fora de la família com a orientació i models de com comportar-se, els pares segueixen sent influents en el seu desenvolupament.
Els adolescents tendeixen a augmentar la quantitat de temps que passen amb els companys del sexe oposat. No obstant això, encara mantenen la quantitat de temps que passen amb els del mateix gènere, i ho fan amb la disminució de la quantitat de temps que passen amb els pares. A més, la pressió de grup no és la raó per la qual els companys tenen influència en els adolescents; en canvi, sovint és perquè respecten, admiren i volen ser igual que els seus companys. Un adolescent que no té autoestima no és segur, es passeja amb bandes, no té valors positius, segueix a la multitud, no fa bé els estudis i per interès per l'escola, té pocs amics, no té supervisió a casa o no està a prop d'adults clau com els pares, i és vulnerable a la pressió de grup.
Els pares sovint se senten aïllats i sols en la criança dels adolescents, però tot i així han de fer esforços per estar al cas de les activitats dels seus fills adolescents i per a proporcionar orientació, direcció i consells. L'adolescència pot ser una època d'alt risc per als nens, on les llibertats acabades de descobrir poden donar lloc a decisions que poden obrir o tancar dràsticament les oportunitats de vida. Els problemes dels pares en aquesta etapa de la criança inclouen el tractament dels adolescents «rebels», que no coneixien la llibertat mentre que eren més petits. Per tal d'evitar tot això, és important per als pares de construir una relació de confiança amb els seus fills. Això es pot aconseguir mitjançant la planificació i la participació en activitats divertides junts, complir les promeses fetes a ells, passar temps amb ells, no recordar sobre els seus errors del passat, i escoltar i parlar amb ells. Quan una relació de confiança es construeix, els adolescents són més propensos a apropar-se als pares a la recerca d'ajuda quan s'enfronten a la pressió negativa dels seus companys.
Ajudar el nen a construir una base sòlida els ajudarà a resistir la pressió negativa dels seus companys. És important que els pares construeixen l'autoestima del seu fill: elogiïn les fortaleses del nen en lloc de centrar-se en les seves debilitats (que ajudarà a créixer el sentit de l'autoestima i l'autoconfiança del nen i que farà que no senti la necessitat d'aconseguir l'acceptació dels seus companys), reconèixer els esforços del nen (no només centrar-se en el resultat final, ja quan s'adona que el pare reconeix els seus esforços, segueix intentant-lo), i finalment, no desaprovar el comportament del nen, o es tornarà als seus companys per a buscar acceptació i comoditat.

### Els adults
En general, la criança dels fills no acaba quan el nen compleix 18. El suport pot ser necessari en la vida d'un nen molt més enllà dels anys de l'adolescència i continua en l'adultesa mitjana i tardana. Ser pares pot ser un procés permanent.

## Assistència
Els pares poden rebre ajuda amb la cura dels seus fills a través de les llars d'infants.